# Stazione di Alassio
La stazione di Alassio è una stazione ferroviaria a servizio del comune di Alassio sulla linea Genova-Ventimiglia in prossimità del Km 87+064.

## Storia
La prima stazione di Alassio fu realizzata, in legno, nel 1872 da parte della Società per le Ferrovie dell’Alta Italia diventa poi Rete Mediterranea. Nel 1888 fu invece realizzato il Magazzino merci. Per il progetto di un nuovo fabbricato viaggiatori fu incaricato l’ingegner Achille Manfredini e venne completato nel 1915.

## Strutture e impianti
La gestione degli impianti è affidata a Rete Ferroviaria Italiana.

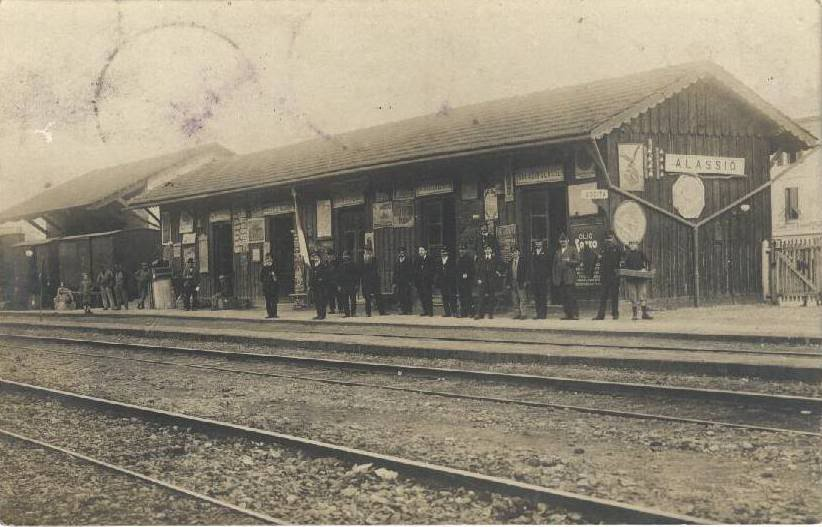
Immagine del fabbricato viaggiatori originario, in legno

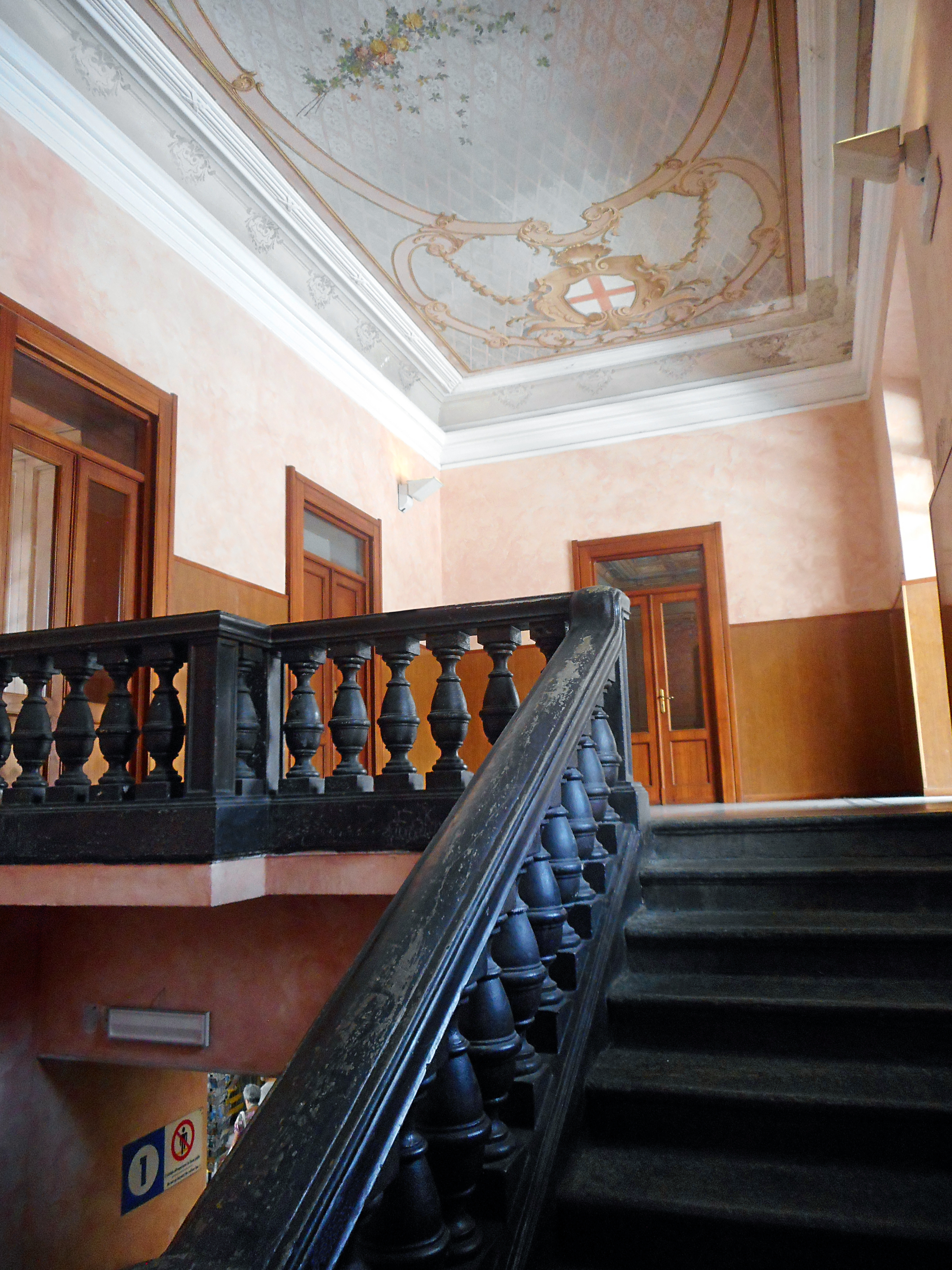
Stazione di Alassio

Il fabbricato viaggiatori si compone su due livelli più una torretta. Il piano terra è ricoperto in pietraviva, il piano superiore è tinteggiato in color rosa salmone e gli spazi fra le finestre sono decorati da un affresco che raffigura dei quadrati rossi. Sul tetto è presente un terrazzo protetto da un parapetto dove agli angoli sono poste delle fioriere: sull'esterno del parapetto compare al centro dei quattro lati dell'edificio la scritta Alassio, circondata da una cornice in muratura.
Accanto al fabbricato viaggiatori è presente un altro piccolo fabbricato che ospita i servizi igienici. Anche questo piccolo fabbricato è caratteristico e ben tenuto: si compone su un unico piano più una piccola torretta, gli spazi tra le porte riprendono le decorazioni del fabbricato viaggiatori.
Dall'altro lato del fabbricato viaggiatori (direzione Genova) rimane ancora in ottime condizioni il magazzino merci; questo fabbricato è molto simile ai magazzini merci delle stazioni ferroviarie italiane. Lo scalo merci è stato smantellato ed al suo posto è stato realizzato un ampio parcheggio di scambio.
Il piazzale si compone di tre binari passanti; tutti sono serviti da banchina e sono collegati fra loro da un sottopassaggio. Nel dettaglio:
- 1: è il binario dedicato ai capolinea, su tracciato deviato. È altresì utilizzato per le precedenze nel caso in cui il 2 sia occupato;
- 2: è il binario di precedenza, su tracciato deviato;
- 3: è il binario di corsa della linea, su corretto tracciato.

La stazione è abilitata al movimento ed era telecomandata da Albenga. Il 18 gennaio 2016 è stato attivato il nuovo impianto ACC (Apparato Centrale Computerizzato) con posto di comando remotizzato posto ad Albenga. In futuro è previsto il controllo diretto dalla sala operativa di Genova Teglia.
Fino al 23 gennaio 2016 era ancora presente l'ultimo binario tronco rimanente dello scalo merci, già privato degli altri tracciati a partire dai primi anni 2000 a favore di un parcheggio., che veniva saltuariamente impiegato per ospitare i macchinari addetti alla manutenzione della linea.
Tutte le banchine sono dotate di una pensilina in ferro e sulla banchina dei binari 2 e 3 vi sono dei gazebo formati da travi di legno sorrette da colonne in cemento con sotto panchine in pietra.
Sono presenti numerose aiuole che ospitano palme e agave americana.

## Movimento
L'impianto è servito da treni regionali svolti da Trenitalia nell'ambito del contratto di servizio stipulato con la Regione Liguria, nonché collegamenti a lunga percorrenza svolti dalla medesima società.

## Servizi

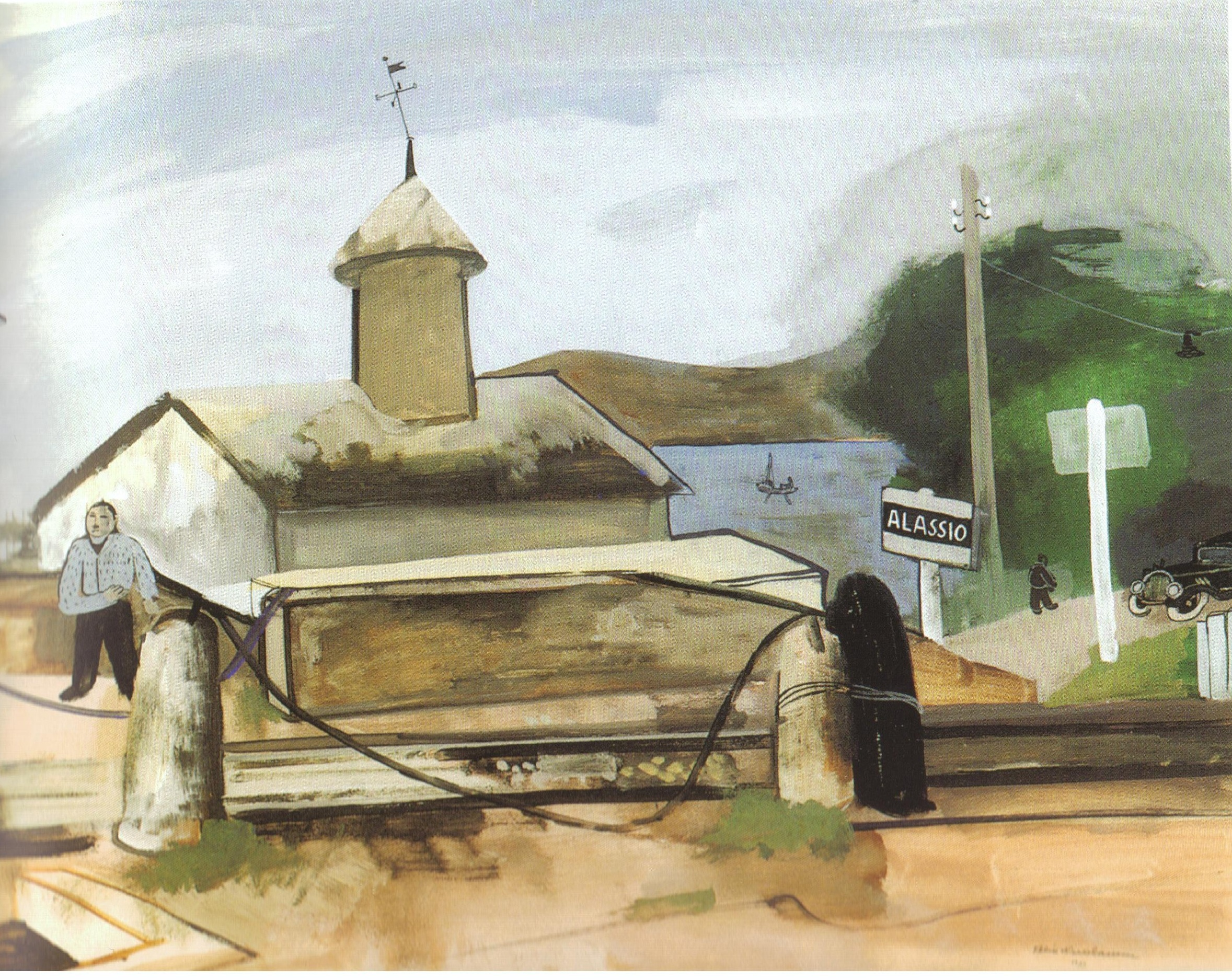
In questa immagine del 1933 Felix Nussbaum rappresenta con malinconia la stazione di Alassio dove era esiliato in fuga dal nazismo

La stazione, che RFI classifica nella categoria silver, offre i seguenti servizi:
- Biglietteria a sportello
- Biglietteria self-service
- Servizi igienici.
- Sala attesa